# Лоран Меньє
Лоран Меньє (фр. Laurent Meunier; 16 січня 1979, Сен-Мартен-д'Ер, Франція) — французький хокеїст, центральний нападник.
Виступав за «Гренобль», «Ліон», ЮМесс-Лоуелл (NCAA), «Флорида Еверблейдс» (ECHL), «Женева-Серветт» (Швейцарія), «Фрібур-Готтерон» (Швейцарія), «Тімро» (Швеція), «Ла-Шо-де-Фон» (Швейцарія), «Штраубінг Тайгерс» (Німеччина), «Лозанна» (Швейцарія), «Штраубінг Тайгерс» (Німецька хокейна ліга).
У складі національної збірної Франції учасник зимових Олімпійських ігор 2002; учасник чемпіонатів світу 1999, 2000, 2001 (дивізіон I), 2002 (дивізіон I), 2003 (дивізіон I), 2005 (дивізіон I), 2006 (дивізіон I), 2007 (дивізіон I), 2008, 2009, 2010, 2011, 2012, 2013, 2014, 2015, 2016, 2017. У складі молодіжної збірної Франції учасник чемпіонатів світу 1997 (група B), 1998 (група B) і 1999 (група B). У складі юніорської збірної Франції учасник чемпіонатів Європи 1996 (група B) і 1997 (група B).